# Politikjournalismus
Als Politikjournalismus wird die Information der Bevölkerung über politische Ereignisse wie Wahlen, Wahlkämpfe, Entscheidungen der Regierung und des Parlaments sowie Statements von Politikern bezeichnet. Die Abläufe innerhalb des Mediums folgen dabei denen einer  Redaktion. Als Quellen dienen die Presseagenturen, Politiker (besonders die Vorsitzenden der Parteien), deren Pressesprecher, Minister der Bundes- und Landesregierungen, Staatssekretäre, Spitzenbeamte, Pressekonferenzen, Hintergrundgespräche, die Verwaltung, Unternehmen, Verbände und Kommunikationsagenturen.

## Geschichte
Erste tägliche Nachrichten erschienen bereits 59 v. Chr. in der von Gaius Iulius Caesar veröffentlichten Acta diurna. Ungefähr im selben Zeitraum wurde die erste regelmäßig erscheinende Wochenzeitung Commentarius Rerum Novarum gegründet. Im Mittelalter waren Nachrichten hingegen kaum verbreitet, da ein großer Teil der Bevölkerung nicht lesen konnte und einen niedrigen Bildungsgrad hatte. Die Weitergabe von Informationen erfolgte mündlich oder durch Flugblätter. Dies änderte sich mit der Erfindung des Buchdrucks durch Johannes Gutenberg im 15. Jahrhundert. 1631 erschien mit der La Gazette die erste moderne Zeitung in Frankreich. Eine neutrale Berichterstattung, die die vorher übliche Hofberichterstattung ablöste, gab es aber erst mit dem New York Herald 1835. In den 1950er Jahren wurde der Politikjournalismus zum interpretativen Journalismus weiterentwickelt und durch Hintergrundinformationen und Einordnung des Geschehens ergänzt. Aktuell wird die Entwicklung durch das Internet geprägt. Online-Medien und politische Blogs gewinnen an Bedeutung. Auch ein Trend zur Boulevardisierung von Themen ist erkennbar.

## Arbeitsweise
Die Arbeitsweise im Politikjournalismus ist durch eine besondere Nähe der Journalisten zu den Politikern geprägt, sodass eine professionelle Distanz erforderlich ist. Die Arbeit eines politischen Journalisten ist oft planbar und beispielsweise in der deutschen Bundespolitik von regelmäßigen Terminen wie der Bundespressekonferenz oder den Sitzungswochen des Bundestages, des Bundesrates und der Europäischen Union geprägt. Die Terminübersichten werden in diesem Fall regelmäßig durch das Bundespresseamt veröffentlicht. Öfter als in anderen Gattungen werden im Politikjournalismus direkt oder indirekt Tauschgeschäfte vereinbart. Die Weitergabe einer exklusiven und nicht zur Veröffentlichung bestimmten Information erfolgt z. B. gegen ein Interview oder positive Berichterstattung in dem jeweiligen Medium. Aus der Perspektive des Politikers sind die Mitnahme auf Internationalen Reisen oder die Information aus vertraulichen Sitzungen wichtige Tauschgüter. Manche Magazine setzen die Bestrafung in Form negativer Berichterstattung als Tauschgut ein. Die Priorität von Meldungen wird durch den Nachrichtenwert bestimmt.

## Forschung
Fragestellungen der Forschung sind vor allem die Bedeutung von PR für den Politikjournalismus und die Wirkung politischer Berichterstattung auf die Politikverdrossenheit in der Bevölkerung. Als PR-Maßnahmen veröffentlichen Fraktionen Pressemitteilungen, druckfertige Interviews oder sendefähige O-Töne. In zahlreichen Studien wird erforscht, wie groß der Einfluss dieser Mittel auf den Journalismus ist, der selbst von unter starkem Zeitdruck steht, von großer Konkurrenz geprägt ist und zu wenig Personal zur Verfügung hat. Die Vertreter der Determinations-Hypothese zeigen in ihren Studien auf, dass der Einfluss als hoch einzuschätzen ist. Dazu zählen Barbara Baerns, Michael Haller und René Grossenbacher. Henrike Barth und Wolfgang Donsbach argumentieren dagegen, dass Journalisten bei Widersprüchen mit viel größerem Engagement recherchieren, als dies im Normalfall geschieht. Günter Bentele entwickelte ein Intereffaktionsmodell, wonach der Einfluss von PR am höchsten ist, wenn sie sich nach der Arbeitsweise von Journalisten richtet. In Bezug auf die Wirkung des Journalismus auf die Politikverdrossenheit gibt es die These von der Mobilisierung der Menschen, die von einem positiven Effekt auf die Bürger ausgeht und die These mit der Bezeichnung Medien-Malaise, die die Berichterstattung als Ursache für Politikverdrossenheit sieht.